# Parque nacional de Si Lanna
El parque nacional de Si Lanna (en tailandés, อุทยานแห่งชาติศรีลานนา) es un área protegida del norte de Tailandia, dentro de la provincia de Chiang Mai. Se extiende por una superficie total de 1.406 kilómetros cuadrados y fue declarado en agosto de 1989, como el parque 60.º del país. 
Presenta un paisaje de cascadas, cuevas y manantiales. Es la fuente numerosos afluentes del río Ping.